# Весалайнен, Кристиан
Кристиан Весалайнен (фин. Kristian Vesalainen; 1 июня 1999, Хельсинки) — финский профессиональный хоккеист, нападающий клуба ХИФК. 24-й номер драфта НХЛ 2017 года.

## Игровая карьера
Весалайнен начинал играть в юношеских командах хоккейного клуба ХИФК. 27 августа 2017 года Кристиан подписал контракт со шведской «Фрёлундой» и в том же сезоне дебютировал за неё в Шведской хоккейной лиге.
В сезоне 2016-2017 Весалайнен был отдан в аренду хоккейному клубу из Финляндии ХПК, 28 апреля 2017 года Кристиан подписал с финской командой однолетний контракт и стал полноценным игроком ХПК. 23 июня 2017 года Весалайнен был выбран на драфте НХЛ 2017 года в 1-м раунде под общим 24-м номером клубом НХЛ «Виннипег Джетс».
В сезоне 2017-2018 на правах аренды перешёл из ХПК в Кярпят и выиграл вместе с командой чемпионат Финляндии, набрав в плей-офф 8 очков в 18 матчах.
26 августа 2018 года подписал трёхлетний контракт новичка с «Виннипег Джетс».
4 октября 2018 года сыграл свой первый матч в НХЛ против команды «Сент-Луис Блюз» и сразу же набрал 1 очко, отдав голевую передачу, матч завершился победой «Джетс» со счётом 5:1.